# Бенджамін Лімо
Бенджамін Кіпкоеч Лімо (англ. Benjamin Kipkoech Limo; нар. 23 серпня 1974) — кенійський легкоатлет, який спеціалізувався в бігу на довгі дистанції.

## Спортивні досягнення
Чемпіон світу з бігу на 5000 метрів (2005). Срібний призер чемпіонату світу з бігу на 5000 метрів (1999).
Чемпіон світу з кросу (1999) та срібний призер чемпіонату світу з кросу (2001, 2003) в індивідуальному заліку на короткій дистанції.
П'ятиразовий чемпіон світу з кросу в командному заліку на короткій дистанції (1998, 1999, 2001, 2003, 2006).
Срібний призер чемпіонату Африки з бігу на 5000 метрів (2002).
Срібний (2002) та бронзовий (2006) призер Ігор Співдружності з бігу на 5000 метрів.
Чемпіон Кенії з бігу на 5000 метрів (2002, 2005).